# 10th Vermont Infantry
Le 10th Vermont Infantry (ou 10 VVI) est un régiment d'infanterie dans l'armée de l'Union pendant la guerre de Sécession.

## Service
Le 10th Vermont Infantry est organisé à Brattleboro, au Vermont, et entre en service pour une durée de trois ans le 1er septembre 1862, sous le commandement du colonel Albert Burton Jewett.
Le régiment est attaché à la brigade de Grover du district militaire de Washington, jusqu'en février 1863. Il est affecté à la brigade de Jewett de la division provisoire du XXIIe corps, du département de Washington, jusqu'en juin 1863. Ensuite, il est dans le commande de French du VIIIe corps, dans le département du milieu jusqu'en juillet 1863. Il appartient à la première brigade de la troisième division du IIIe corps de l'armée du Potomac, jusqu'en mars 1864. Il est dans la première brigade de la troisième division du VIe corps de l'armée du Potomac et de armée de la Shenandoah, de la division militaire du milieu jusqu'en juin 1865. Il participe à la campagne d'Appomattox.
Le 10th Vermont Infantry quitte le service à Washington, D.C. le 22 juin 1865. Les recrues sont transférées dans le 5th Vermont Infantry.

## Service détaillé
- 1862
  - Départ pour Washington, DC, du 6 au 8 septembre.
  - Camp à Arlington Heights jusqu'au 14 septembre 1862.
  - Marche sur Seneca Locks, Maryland., du 14 au 17 septembre.
  - Service de garde le long du Potomac à partir d'Édouard's Ferry jusqu'à Muddy Branch jusqu'au 11 octobre et à Seneca Creek jusqu'au 13 novembre.
  - À Offutt's Cross Roads jusqu'au 21 décembre.
  - Départ pour Poolesville le 21 décembre
- 1863
  - Service à White's Ford (compagnies C, E, H, et I) ; à l'embouchure de la Monocacy (compagnies A, F et D) ; à Conrad's Ferry (compagnies B, G et K) jusqu'au 19 avril 1863.
  - Au Poolesville, Maryland, jusqu'au 24 juin.
  - Départ pour Harper's Ferry, Virginie-Occidental, du 24 au 26 juin, de là pour Frederick, au Maryland, le 30 juin, et Monocacy le 2 juillet.
  - Poursuite de Lee du 6 au 23 juillet.
  - À Wapping Heights le 23 juillet.
  - À Routt's Hill du 1er août au 15 septembre.
  - À Culpeper jusqu'au 8 octobre.
  - Participation à la campagne de Bristoe du 9 au 22 octobre.
  - Auburn et Bristoe le 14 octobre.
  - Avance sur la Rappahannock les 7 et 8 novembre.
  - À Kelly's Ford le 7 novembre.
  - À Brandy Station le 8 novembre.
  - Participation à la campagne de Mine Run du 26 novembre au 2 décembre.
  - À Payne's Farm le 27 novembre.
- 1864
  - Démonstration sur la Rapidan les 6 et 7 février 1864.
  - Participation à la campagne de la Rapidan jusqu'à la James en mai et juin.
  - Batailles de la Wilderness les 5-7 mai.
  - Spottsylvania les 8-12 mai.
  - Spottsylvania Court House du 12 au 21 mai.
  - Assaut sur le saillant à Spottsylvania Court House, le 12 mai
  - North Anna River du 23 au 26 mai.
  - Rivière Pamunkey du 26 au 28 mai
  - À Totopotomoy du 28 au 31 mai
  - Cold Harbor du 1 au 12 juin.
  - Devant Petersburg les 18 et 19 juin.
  - Jerusalem Plank Road les 22 et 23 juin.
  - Siège de Petersburg, jusqu'au 6 juillet
  - Départ pour Baltimore, au Maryland, du 6 au 8 juillet
  - Bataille de Monocacy le 9 juillet
  - Expédition sur Snicker's Gap du 14 au 24 juillet.
  - Campagne de la vallée de Shenandoah de Sheridan  du 6 août au 28 novembre.
  - Gilbert's Ford, Opequan, le 13 septembre.
  - Bataille d'Opequan, Winchester, le 19 septembre.
  - Fisher's Hill, le 22 septembre.
  - Bataille de Cedar Creek le 19 octobre[note 2].
  - Camp Russell le 10 novembre.
  - Service à Kernstown jusqu'en décembre. Départ pour Washington, DC, puis vers Petersburg, en Virginie, du 3 au 6 décembre.
  - Siège de Petersburg du 13 décembre 1864 au 2 avril 1865.
- 1865
  - Fort Fisher, avant Petersburg, le 25 mars 1865.
  - Campagne d'Appomattox du 28 mars au 9 avril.
  - Assauts et capture de Petersburg le 2 avril.
  - Sayler's Creek le 6 avril.
  - Appomattox Court House le 9 avril.
  - Reddition de Lee et de son armée. Départ pour Danville du 23 au 27 avril et service sur place jusqu'au 16 mai.
  - Départ pour Richmond, de là, marche vers Washington du 24 mai au 3 juin.
  - Revue de corps le 8 juin[3].

## Pertes
Le régiment perd un total de 352 hommes pendant son service ; 9 officiers et 140 soldats tués ou blessés mortellement, 203 soldats morts de la maladie.

## Commandants
- Lieutenant-colonel William Y. W. Ripley (refuse en raison de blessures)
- Colonel Albert Burton Jewett - a démissionné le 25 avril 1864
- Colonel William Wirt Henry - récipiendaire de la médaille d'honneur pour son action lors de la bataille de Cedar Creek

## Membres notables
- Lieutenant George Evans Davis, compagnie D - récipiendaire de la médaille d'honneur pour son action lors de la bataille de Monocacy
- Caporal Alexander Scott, compagnie D - récipiendaire de la médaille d'honneur pour son action lors de la bataille de Monocacy